# Thaumatogelis pilosus
Thaumatogelis pilosus là một loài tò vò trong họ Ichneumonidae.